# Associazione Calcio Treviso 1959-1960
Questa voce raccoglie le informazioni riguardanti l'Associazione Calcio Treviso nelle competizioni ufficiali della stagione 1959-1960.

## Rosa
| N. |                   | Ruolo | Calciatore         |
| -- | ----------------- | ----- | ------------------ |
|    | Italia (bandiera) | C     | Paolo Borsato      |
|    | Italia (bandiera) | P     | Mario Barluzzi     |
|    | Italia (bandiera) | A     | Amedeo Bressa      |
|    | Italia (bandiera) |       | Cattarin           |
|    | Italia (bandiera) | A     | Giuseppe Cecchetto |
|    | Italia (bandiera) | A     | Fortunato Cesero   |
|    | Italia (bandiera) | P     | Aldo De Piccoli    |
|    | Italia (bandiera) | C     | Paolo Ferrari      |
|    | Italia (bandiera) | C     | Aldo Fornasarig    |
|    | Italia (bandiera) |       | Gentile            |
|    | Italia (bandiera) | D     | Tito Marcato       |

| N. |                   | Ruolo | Calciatore         |  |
| -- | ----------------- | ----- | ------------------ |  |
|    | Italia (bandiera) | C     | Angelo Miglioranza |  |
|    | Italia (bandiera) |       | Muzzin             |  |
|    | Italia (bandiera) | D     | Alessio Nicolè     |  |
|    | Italia (bandiera) | A     | Giandomenico Orio  |  |
|    | Italia (bandiera) | D     | Bruno Perissinotto |  |
|    | Italia (bandiera) | A     | Giorgio Pizziolo   |  |
|    | Italia (bandiera) | A     | Eder Rigonat       |  |
|    | Italia (bandiera) | A     | Giovanni Sperotto  |  |
|    | Italia (bandiera) | A     | Narciso Taffarello |  |
|    | Italia (bandiera) |       | Tommasin           |  |
|    | Italia (bandiera) | A     | Luigi Trevisan     |  |